# Puracé
Puracé är en strax 4 646 meter hög stratovulkan i departementen Cauca och Huila, Colombia, 25 kilometer sydost om Popayan. Det är en av de mest aktiva vulkanerna i Colombia. Puracé har en 500 meter bred toppkrater. Stora explosiva utbrott skedde under 1849, 4 oktober 1869 och 25 maj 1885, och den senaste var den 19 mars 1977.